# 가노촌 (후쿠시마현)
가노촌(加納村)은 후쿠시마현 야마군에 있던 촌이다. 현재의 기타카타시에 해당한다.

## 역사
- 1889년 4월 1일 - 정촌제 시행에 의해 3촌의 구역으로 성립하였다.
- 1954년 3월 31일 - 아쓰시오촌 및 아사쿠라촌의 일부와 합병해 아쓰시오카노촌이 성립하여, 동일 가노촌이 폐지되었다.

## 교통

### 철도
- 일본국유철도 반에쓰사이 선

## 참고문헌
- 角川日本地名大辞典 7 福島県